# Cravant (Loiret)
Cravant település Franciaországban, Loiret megyében. Lakosainak száma 951 fő (2022. január 1.). Cravant Villermain, Josnes, Lorges, Baccon, Le Bardon, Messas és Villorceau községekkel határos.

## Népesség
A település népességének változása:
| Lakosok száma | 734  | 780  | 784  | 925  | 964  | 961  | 977  | 956  | 945  | 951  |
|               | 1968 | 1982 | 1990 | 2006 | 2013 | 2015 | 2017 | 2019 | 2020 | 2022 |